# Joseph-Eugène Amelin
Pour les articles homonymes, voir Amelin.
Joseph-Marie-Eugène Amelin, né en 1811 et décédé en 1872, est un diplomate puis administrateur français dans le XIXe siècle, partisan du régime en place sous le Second Empire. Il fut successivement sous-préfet d’Avallon (1851), d’Alès (1858) et de Sedan (1860), puis préfet de l’Ariège (1860), de la Marne (1864) et du Gard (1869).

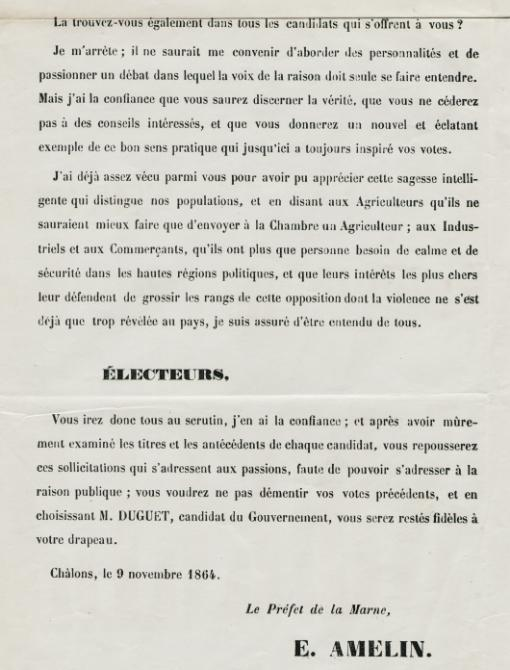
Proclamation du préfet Amelin. Novembre 1864

## Biographie
Eugène Amelin est né le 13 juillet 1811 à Paris. Il commence sa carrière dans la diplomatie, d’abord attaché à l’ambassade  de Belgique et de Turquie, puis au ministère des Affaires étrangères.
Entré dans l’administration comme attaché au Cabinet du commissaire général de la Marine, il passe ensuite dans le corps préfectoral et exerce  notamment les fonctions de sous-préfet à Avallon à partir du 10 décembre 1851, nomination intervenant quelques jours à peine après le coup d’État du 2 décembre 1851 par lequel  Louis-Napoléon Bonaparte, futur Napoléon III, conserve le pouvoir. Eugène Amelin montre un certain zèle à museler l'opposition, fermant un journal local, révoquant un maire, forçant le résultat d'une élection. Il exerce, toujours comme sous-préfet, à Alès à partir du 23 septembre 1858, et enfin à Sedan à partir du 24 janvier 1860,.
Il accède ensuite au titre de préfet et est nommé préfet de l’Ariège le 14 décembre 1860. Une de ses fonctions est encore de mettre sous contrôle les différents mouvements politiques, les organes de presse et les élections.  Il doit gérer en particulier les élections législatives françaises de 1863 marquées par la réélection sans difficulté des deux candidats officiels, Julien-Henri Busson-Billault et Henry Didier.
Puis il devient préfet de la Marne le 15 juillet 1864, en remplacement d’Alexandre Chassaigne-Goyon, qui a occupé le poste durant onze ans. Quelque temps après son arrivée, il doit prendre en charge une élection législative anticipée sur la première circonscription du département, à la suite du décès du député Justin Haudos.  Le Journal de la Marne ne reproduit la profession de foi que du candidat officiel et ne cite même pas les autres candidats. Le préfet émet une proclamation où il exhorte les électeurs à retenir dans leurs suffrages le candidat officiel, en émettant également une circulaire aux maires.  L’élection est serrée. Duguet, le candidat officiel, est élu mais avec une majorité très courte, quelques dizaines de voix. L’adversaire le mieux placé est Jacques Goërg, un négociant en vins de Champagne né à Châlons (le candidat officiel retenu en définitive était un Parisien. Jacques Goërg avait été écarté des candidats officiels par le préfet en raison d'un précédent conflit avec l’administration).  Il demande en janvier 1865 l’annulation du scrutin auprès du parquet de Sainte-Ménéhould, ses partisans ayant relevé plusieurs irrégularités et le zèle de certains maires, et l’obtient en mai 1865. Une nouvelle élection est organisée dès juin 1865 qu’il remporte. Il siège dès lors dans le tiers parti et vote généralement avec l’opposition au régime. C’est un revers sérieux pour le préfet.
Eugène Amelin participe encore, dans ce département de la Marne, au développement du réseau de voies ferrées en trouvant des partenaires privés et en signant des concessions avec ces partenaires, comme en novembre 1868 pour la ligne d’Épernay à Romilly-sur-Seine, passant par Sézanne, Anglure et Saint-Just.
Aux élections législatives françaises de 1869, Jacques Goërg est réélu et devance à nouveau le candidat officiel. Cette même année 1869, Eugène Amelin devient préfet du Gard où il succède à un autre préfet connu pour son zèle bonapartiste et ses irrégularités, Eugène Janvier de La Motte, et reste en fonction jusqu'à la fin du Second Empire.
Eugène Amelin est mort le 22 juillet 1872, à Auteuil où il s’était retiré.